# Moseć Planina
Moseć Planina är ett berg i Kroatien.   Det ligger i länet Šibenik-Knins län, i den södra delen av landet, 230 km söder om huvudstaden Zagreb. Toppen på Moseć Planina är 440 meter över havet.
Terrängen runt Moseć Planina är kuperad åt nordost, men åt sydväst är den platt. Runt Moseć Planina är det ganska tätbefolkat, med 86 invånare per kvadratkilometer. Närmaste större samhälle är Drniš, 10,1 km nordväst om Moseć Planina. Trakten runt Moseć Planina består till största delen av jordbruksmark.